# Balls of Simplicity
Balls of Simplicity (Untertitel: Notated Works 1979–2021) ist ein Musikalbum von Jeff Lederer. Die Aufnahmen erschienen am 6. Oktober 2023 auf Little i Music.

## Hintergrund
Auf Balls of Simplicity betritt Jeff Lederer die Welt der Kammermusik, notierte Marc Corroto. Seine Kompositionen wurden vom Morningside Tone Collective aufgeführt; dies besteht aus Leo Sussman (Flöte), Emmaile Tello (Klarinette), Francesca Abusamra (Violine), Jordan Bartow (Cello) und Weiwei Zhai (Piano). „Vision Songs“ in drei Sätzen wird in der Besetzung Flöte, Violine, Klarinette und Cello vorgetragen. Jeff Lederers Klarinettenduo mit Emmaile Tello, „Persistence of Memory“, das nach dem Tod seines Vaters geschrieben wurde, ist sowohl eine Hommage als auch eine Klage über die verheerenden Folgen der Alzheimer-Krankheit. Auf „Piano Piece (1979)“ gibt es einen Gastauftritt von Jamie Saft. Dieser nur zweieinhalb Minuten kurze Titel ist Safts Aufführung von Lederers notierter Klavierkomposition „Piano Piece (1979)“. „Die strenge und schmucklose Aufführung endet in einem Vakuum, das von Stille erfüllt ist“, so Corroto. Es ist ein kleines Klavierstück, das Lederer mit 16 Jahren am Klavier seiner Eltern geschrieben hatte.
„Auf dem Album Balls of Simplicity handelt es sich ausschließlich um notierte Kompositionen – keinerlei Improvisation. Und es ist nicht so, dass das etwas Neues für mich wäre; das ist etwas, was ich schon immer getan habe“, meinte Lederer in einem Interview.

## Titelliste
- Jeff Lederer: Balls of Simplicity (Little I Music)

1. Bodies of Water mvt 1 7:05
2. Bodies of Water mvt 2 3:24
3. Bodies of Water mvt 3 6:04
4. Song for the Kaliyuga 6:33
5. Vision Songs mvt 1 5:21
6. Vision Songs mvt 2 5:13
7. Vision Songs mvt 3 6:04
8. Persistence of Memory 5:06
9. Piano Piece (1979) 2:32

Die Kompositionen stammen von Jeff Lederer.

## Rezeption
Nach Ansicht von Mark Corroto, der das Album in All About Jazz rezensierte, ist dies zwar kein Jazz, aber man könne es durchaus als Lederer-Musik identifizieren. „Bodies of Water for Flute, Cello, and Piano“ in drei Sätzen erinnere an „das Plätschern und Rauschen von Bächen, die Stille von Teichen und das Wirbeln von Bächen“. Eine weitere von Lederers Kompositionen würden an die Katastrophe von Bhopal im Jahr 1984 erinnern („Song for the Kaliyuga“), und er greife Kompositionen auf, die von der Shaker-Musik adaptiert wurden, die er auch schon mit seiner Shakers N' Bakers-Band aufgeführt hat. Die Musik sei pure Americana, wobei das Kammerensemble aus Country-Folk, Bluegrass-, Appalachen- und Shaker-Gospel-Klängen schöpfe.